# 森下景端
森下 景端（もりした かげなお、文政7年4月6日〈1824年5月4日〉 - 明治24年〈1891年〉1月1日）は、岡山藩士。通称は亀次郎、立太郎、慶太郎。諱は景端。

## 経歴
森下重兵衛の子として岡山藩の七番町に生まれる。先祖は百姓であり、宝暦年間に武士に取り立てられたという。隣家は岡山藩儒の一家である中川家であり、そこの息子であった中川横太郎とは幼馴染ではあるが折り合いは悪かったという。

### 幕末期の岡山藩士として
弘化2年（1845年）先徒雇として出仕。その後、安政3年（1858年）父が没したため家督相続する。この頃から牧野権六郎の目に留まるようになり、元治元年（1864年）権六郎の命で吉田屋十郎右衛門とともに長州藩に赴き山縣半蔵らと面会し、さらに益田親施（家老）と折衝することに成功している。
慶応元年（1865年）2月、牧野権六郎の推挙により郡奉行（備中国）になる。慶応2年（1866年）4月、倉敷浅尾騒動がおこったが景端は尊攘派であったので取締りには消極的であった。そのため藩が徳川慶喜に詰問されたことにより、同年5月に藩主・池田茂政より郡奉行罷免（中小姓への格下人事）・切米10俵削減を被った。同年5月より各方面の郡奉行は農兵組立御用をし始めており、同年10月農兵組立掛となっていた景端も農民を徴募し農兵隊（12月17日耕戦隊と改名）を組織した。
慶応3年（1867年）12月27日太政官より下命された西宮警備（兵庫県西宮市）のため日置帯刀に随い耕戦隊を率いて出陣。

### 江戸城入場・戊辰戦争へ
明治元年（1868年）2月6日、太政官より岡山藩が江戸東征軍（新政府軍）先鋒を命じられたため、耕戦隊と勇戦隊を率いて2月9日江戸へ向い出陣。途中京都今熊野（京都市東山区）の藩邸の兵を加え350人編成とした。同年4月11日、江戸城明け渡しのため江戸城西の丸に入り接収役を勤めた。
明治元年（1868年）閏4月7日、江原鋳三郎率いる撒兵隊（さっぺいたい）の分隊を中心とした旧幕府軍との戦い（八幡戦争）のため耕戦隊を率いて五井・姉ヶ崎（千葉県市原市）方面に出陣し旧幕府軍掃討に当たった。
明治元年（1868年）5月15日、耕戦隊を率いて彰義隊討伐（上野戦争）に加わり深手を負いながらも平岡仙蔵（徹兵取締役）打ち取ったが、その後横浜病院に入院。
明治元年（1868年）6月6日、新政府より命じられた奥州出兵（戊辰戦争）のため傷が癒えぬまま耕戦隊（7月15日遊奇隊と改称）を率いて出陣。6月22日より関田（福島県いわき市）、矢板坂（福島県いわき市）、湯長谷（福島県いわき市）、磐城平城攻城戦、三春（福島県三春町）出兵、二本松城攻城戦、同年8月組外格軍事方となり若松城総攻撃と転戦した。

### 明治維新後
明治2年（1869年）1月、近習物頭末席・切米取りから知行150石となり、同月中に参政に出世し役料30石加増となった。同年8月版籍奉還により権大参事に就任。
明治4年（1871年）11月、廃藩置県により大分県参事に登用。明治5年（1872年）大分県権令、明治7年（1874年）大分県令となる。
明治9年（1876年）6月、大分県令を辞任。明治政府より正五位叙任。
辞任後は岡山に戻り、池田章政家の家宰をしたり黒住教中教正（明治10年2月より）・副管長として布教活動をした。
明治24年（1891年）1月1日没。1月3日、半田山墓地に埋葬された。